# Carl Agrell
Carl Linus Agrell, född 24 maj 1864 i Varberg, Hallands län, död 30 augusti 1953 i Hedvig Eleonora församling, Stockholm, var en svensk ingenjör och företagsledare.
Carl Agrell utexaminerades från Chalmers 1883, var ingenjör vid Forshaga glasbruk 1883–1886, praktiserade inom glasindustrin i Tyskland 1886–1887, var ingenjör vid Sandö glasbruk 1887–1893, vid Vallö glasbruk 1893–1894, ingenjör vid Glava glasbruk 1894–1903 och direktör i Glava glasbruks AB 1904–1905. Han var disponent i AB Rämen-Liljendahl 1906–1908, bedrev egen affärsverksamhet i Varberg 1908–1910 och var verkställande direktör i Hallstahammars AB 1911–1936. 
Carl Agrell var far till Hilding Agrell, som efterträdde honom på VD-posten i Hallstahammars AB. De är begravda på Kolbäcks kyrkogård.